# Маунтин Вилиџ (Колорадо)
Маунтин Вилиџ (енгл. Mountain Village) град је у америчкој савезној држави Колорадо.

## Демографија
По попису из 2010. године број становника је 1.320, што је 342 (35,0%) становника више него 2000. године.
| Група             | 2000.       | 2010.         |
| Белци             | 738 (75,5%) | 1.049 (79,5%) |
| Афроамериканци    | 8 (0,8%)    | 13 (1,0%)     |
| Азијати           | 16 (1,6%)   | 13 (1,0%)     |
| Хиспаноамериканци | 190 (19,4%) | 230 (17,4%)   |
| Укупно            | 978         | 1.320         |